# The greatest rock 'n roll band in the world
The greatest rock 'n roll band in the world is een medley van Stars on 45 uit 1982. Het werd uitgebracht op een 7" en 12" single en was de vierde hit op rij van dit studioproject van Jaap Eggermont. Het bereikte de hitlijsten in Nederland en België en kende erbuiten niet het succes van de voorgaande singles. De medley bestaat uit een discomix van hits van The Rolling Stones, vertolkt door Peter Vermeij.

## Samenstelling
| Lied                          | 7" single | 12" single |
| ----------------------------- | --------- | ---------- |
| The stars will never stop     | 1         | 1          |
| Introduction                  | 2         | 2          |
| Stars on jingle               |           | 3          |
| Brown sugar                   | 3         | 4          |
| Jumpin' Jack flash            | 4         | 5          |
| Take it or leave it           |           | 6          |
| Under my thumb                | 5         | 7          |
| Honky tonk women              | 6         | 8          |
| Lady Jane                     |           | 9          |
| (I can't get no) Satisfaction |           | 10         |
| Get off my cloud              |           | 11         |
| Stars on jingle               |           | 12         |
| Out of time                   | 7         | 13         |
| Tell me (you're coming back)  |           | 14         |
| We love you                   |           | 15         |
| Play with fire                |           | 16         |
| It's only rock 'n roll        |           | 17         |
| Emotional rescue              | 8         | 18         |
| She's a rainbow               | 9         | 19         |
| Start me up                   | 10        | 20         |
| Angie                         | 11        | 21         |
| Totale duur                   | 5:03      | 9:40       |

## Hitnoteringen
| Nederlandse Top 40: 10-04-1982 t/m 08-05-1982 | Nederlandse Top 40: 10-04-1982 t/m 08-05-1982 | Nederlandse Top 40: 10-04-1982 t/m 08-05-1982 | Nederlandse Top 40: 10-04-1982 t/m 08-05-1982 | Nederlandse Top 40: 10-04-1982 t/m 08-05-1982 | Nederlandse Top 40: 10-04-1982 t/m 08-05-1982 | Nederlandse Top 40: 10-04-1982 t/m 08-05-1982 |
| Week:                                         | 1                                             | 2                                             | 3                                             | 4                                             | 5                                             |                                               |
| --------------------------------------------- | --------------------------------------------- | --------------------------------------------- | --------------------------------------------- | --------------------------------------------- | --------------------------------------------- | --------------------------------------------- |
| Positie                                       | 33                                            | 20                                            | 15                                            | 15                                            | 25                                            | uit                                           |

| Nederlandse Nationale Hitparade: 17-04-1982 t/m 15-05-1982 | Nederlandse Nationale Hitparade: 17-04-1982 t/m 15-05-1982 | Nederlandse Nationale Hitparade: 17-04-1982 t/m 15-05-1982 | Nederlandse Nationale Hitparade: 17-04-1982 t/m 15-05-1982 | Nederlandse Nationale Hitparade: 17-04-1982 t/m 15-05-1982 | Nederlandse Nationale Hitparade: 17-04-1982 t/m 15-05-1982 | Nederlandse Nationale Hitparade: 17-04-1982 t/m 15-05-1982 |
| Week:                                                      | 1                                                          | 2                                                          | 3                                                          | 4                                                          | 5                                                          |                                                            |
| ---------------------------------------------------------- | ---------------------------------------------------------- | ---------------------------------------------------------- | ---------------------------------------------------------- | ---------------------------------------------------------- | ---------------------------------------------------------- | ---------------------------------------------------------- |
| Positie:                                                   | 18                                                         | 12                                                         | 9                                                          | 20                                                         | 31                                                         | uit                                                        |

| Vlaamse Top 30: 24-04-1982 t/m 15-05-1982 | Vlaamse Top 30: 24-04-1982 t/m 15-05-1982 | Vlaamse Top 30: 24-04-1982 t/m 15-05-1982 | Vlaamse Top 30: 24-04-1982 t/m 15-05-1982 | Vlaamse Top 30: 24-04-1982 t/m 15-05-1982 | Vlaamse Top 30: 24-04-1982 t/m 15-05-1982 |
| Week:                                     | 1                                         | 2                                         | 3                                         | 4                                         |                                           |
| ----------------------------------------- | ----------------------------------------- | ----------------------------------------- | ----------------------------------------- | ----------------------------------------- | ----------------------------------------- |
| Positie:                                  | 37                                        | 25                                        | 27                                        | 34                                        | uit                                       |